# FAST (радиотелескоп)
FAST (кит. 五百米口径球面射电望远镜, англ. Five-hundred-meter Aperture Spherical Telescope — «Сферический телескоп с пятисотметровой апертурой»), известный также как «Небесное око Китая» (кит. упр. 中国天眼, палл. Чжунго тяньянь) — радиотелескоп на юге Китая, в провинции Гуйчжоу. После окончания строительства в 2016 году и сдачи в эксплуатацию FAST стал самым большим в мире радиотелескопом с заполненной апертурой, его диаметр — 500 метров (существует радиотелескоп с незаполненной апертурой большего диаметра — российский 576‑метровый радиотелескоп РАТАН‑600).
На его строительство было затрачено более 185 млн долларов.
Радиотелескоп позволит учёным изучать формирование и эволюцию галактик, тёмную материю, исследовать объекты эпохи реионизации и решать другие научные задачи.

## История создания
- Июль 1994 года — начало разработки концепта радиотелескопа.
- Октябрь 2008 года — начало проектирования радиотелескопа.
- В 2011 году начато строительство телескопа[3], с марта этого года учёные, инженеры и строители временно поселились в одном из отдалённых горных ущелий уезда Пинтан Цяньнань-Буи-Мяоского автономного округа провинции Гуйчжоу, (Юго-Западный Китай)[8].
- Июль 2015 года — начат монтаж отражающих элементов[9]. По конструкции он схож с радиотелескопом обсерватории Аресибо и также располагается в естественном углублении[5].
- 3 июля 2016 года специалисты установили последний из 4450 треугольных отражателей, из которых состоит радиотелескоп. Это ознаменовало завершение основного сооружения гигантского астрономического прибора[7][10].
- Непосредственные наблюдения при помощи телескопа должны начаться в конце сентября 2016 года[11], после настройки сетей и вспомогательного оборудования. На расстоянии 10 км от телескопа вводится запрет строительства и режим радиомолчания[12], переселены около 8—9 тысяч человек, проживавших на расстоянии менее 5 км от телескопа[13].
- 25 сентября 2016 года — начало работы радиотелескопа FAST[14]. Как ожидается, китайские астрономы получат приоритет для работы на FAST в первые два-три года его существования, затем объект будет открыт для учёных по всему миру[15].
- 11 января 2020 года радиотелескоп FAST прошёл государственную приёмку и был официально введён в эксплуатацию[16].

## Характеристики
Телескоп FAST использует фиксированный основной рефлектор, размещённый в естественном карстовом углублении, который отражает радиоволны на приёмник, подвешенный на высоте 140 метров над ним. Рефлектор изготовлен из перфорированных алюминиевых панелей, поддерживаемых сеткой из стальных тросов, свисающих с обода.

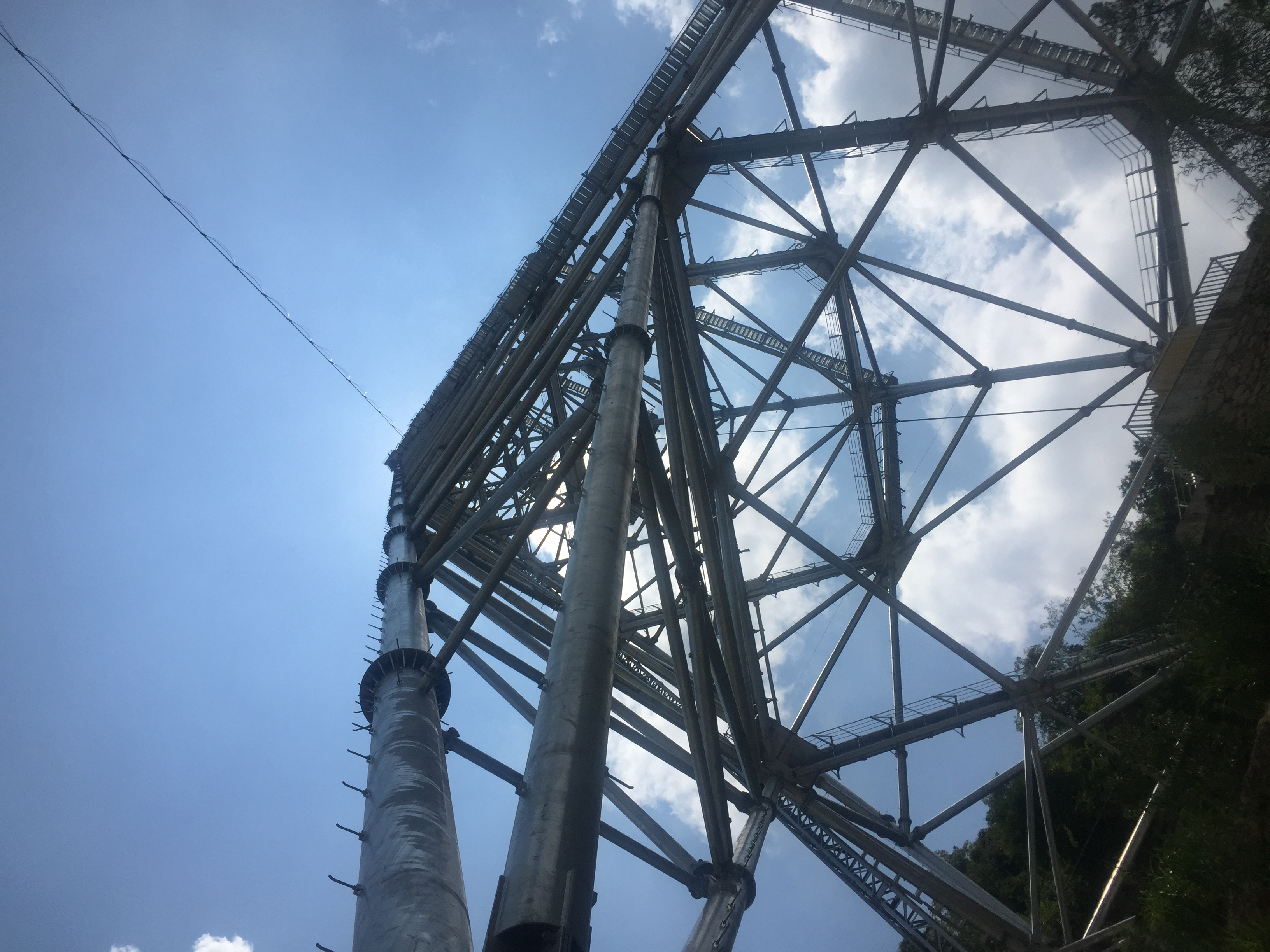
Одна из шести опорных мачт

Поверхность рефлектора FAST образована из 4450 треугольных панелей, каждая размером 11 метров, размещённых в форме геодезического купола. Актуаторы, размещённые под ними, позволяют сформировать активную оптическую поверхность.
Над рефлектором на тросах установлена легкая кабина, перемещаемая кабельными роботами, расположенными на шести опорных мачтах:13. Приёмные антенны установлены под ней на платформе Гью — Стюарта, которая позволяет более точно их позиционировать и компенсировать различные возмущающие воздействия, например от ветра:13. Точность позиционирования антенн запланирована на уровне 8 угловых секунд:24:179.
FAST может фокусироваться на направлениях, составляющих угол до ±40° от зенита:4. Из-за виньетирования эффективная апертура сохраняется лишь при углах не более ±30°:13.
Несмотря на общий диаметр отражателя в 500 метров, эффективный диаметр отражателя, используемый в каждый момент времени при наблюдениях, составляет лишь 300 метров. В этом диаметре при помощи актуаторов поддерживается параболическая форма:3. Несмотря на отсутствие единого 500-метрового отражателя и его асферичность, проект сохранил оригинальное название «Радиотелескоп с пятисотметровой сферической апертурой».
Частоты работы — от 70 МГц до 3 ГГц, обеспечиваемые 9 приёмниками:30. Полоса 1,23—1,53 ГГц вблизи линии нейтрального водорода (21 см) обеспечивается 19-лучевым приёмником, созданным CSIRO в рамках коллаборации ACAMAR между Австралийской и Китайской академиями наук.

## Сравнение с Аресибо

Отражатели Аресибо (сверху), FAST (в центре) и РАТАН-600 (снизу) в одном масштабе.

Радиотелескоп FAST по своей конструкции похож на радиотелескоп обсерватории Аресибо, расположенный в Пуэрто-Рико. Они оба расположены в естественных углублениях, составлены из перфорированных алюминиевых панелей и используют движущийся над ними комплект приёмного оборудования. Кроме размера (отражатель Аресибо имеет диаметр 1000 футов, то есть 305 м) между ними есть ряд различий.
Отражатель радиотелескопа Аресибо имеет фиксированную сферическую форму. Несмотря на то, что панели также подвешены на стальных кабелях, их натяжение изменяется вручную для точной настройки формы. Форма отражателя зафиксирована, и над ним подвешено два дополнительных рефлектора для коррекции сферических аберраций.
Приёмная платформа Аресибо находится в фиксированном положении над отражателем. Для удержания тяжёлых дополнительных отражателей основная система кабельных подвесов выполнена статической. Имеется лишь небольшой участок, позволяющий компенсировать температурное расширение:3. Антенны закреплены на вращающейся площадке под приёмной платформой:4. Уменьшенный диапазон передвижения приёмников позволяет наблюдать за объектами, располагающимися не далее 19,7° от зенита.
Отражатель FAST значительно более глубокий, чем у Аресибо, что также способствует большему полю обзора. При диаметре на 64% больше у отражателя FAST 300-метровый радиус кривизны:3, тогда как у Аресибо — 870 футов (265 м), и в FAST формируется дуга в 113°—120° градусов:4, по сравнению с 70° для Аресибо. Хотя Аресибо способен использовать полную 305-метровую апертуру при наблюдении объектов в зените, чаще используются наблюдения под наклоном с эффективной апертурой в 725 футов (221 м):4.
Платформа с оборудованием на телескопе Аресибо больше, и на ней установлено несколько передатчиков, что делает его одним из двух крупных радиотелескопов, которые можно использовать в радиолокационной астрономии. Система NASA «Planetary Radar System» позволяет Аресибо изучать ионосферу, внутренние планеты и выполнять точные измерения орбит околоземных астероидов. Платформа на телескопе FAST значительно меньше и не содержит передающего оборудования.
Обсерватория Аресибо находится ближе к экватору, благодаря чему при вращении Земли бо́льшая часть неба попадает в поле обзора. Аресибо расположен на широте 18,35° с. ш., а FAST — примерно на 7,5° севернее, на 25,80° с. ш.

## Научные результаты работы радиотелескопа
С 2017 года до ноября 2024 года при помощи радиотелескопа «Небесное око Китая» было открыто 1000 пульсаров, это больше, чем за тот же период с помощью других телескопов мира вместе взятых. При этом всего с 1967 года за пределами Китая было открыто около 3000 пульсаров. В числе открытых с помощью радиотелескопа «Небесное око Китая» пульсаров много миллисекундных пульсаров и пульсарных двойных систем. Также с помощью этого радиотелескопа была открыта пульсарная двойная система с самым коротким орбитальным периодом, измерена масса двойной нейтронной звезды, впервые был измерен вектор скорости молодого пульсара, осуществлена высокоточная проверка теории гравитации, получено предварительное свидетельство наногерцевого гравитационно-волнового сигнала.